# Pycnochromis
Pycnochromis ist die eine Gattung kleiner Riffbarsche (Pomacentridae) aus dem tropischen Indopazifik.

## Systematik
Die Gattung wurde 1941 durch den US-amerikanischen Zoologen Henry Weed Fowler mit der Erstbeschreibung von Pycnochromis vanderbilti eingeführt. Sie umfasste nur diese eine Art. Später wurde Pycnochromis jedoch mit Chromis synonymisiert. Chromis erwies sich aber als nicht monophyletisch. Eine Gruppe von Arten mit einem in vielen Fällen mehr hochrückigen Körperbau ist näher mit der Gattung der Preußenfische (Dascyllus) verwandt als mit dem Mönchsfisch (Chromis chromis), der Typusart von Chromis. Für diese Gruppe wurde Mitte 2021 die Gattung Pycnochromis revalidiert.

## Merkmale

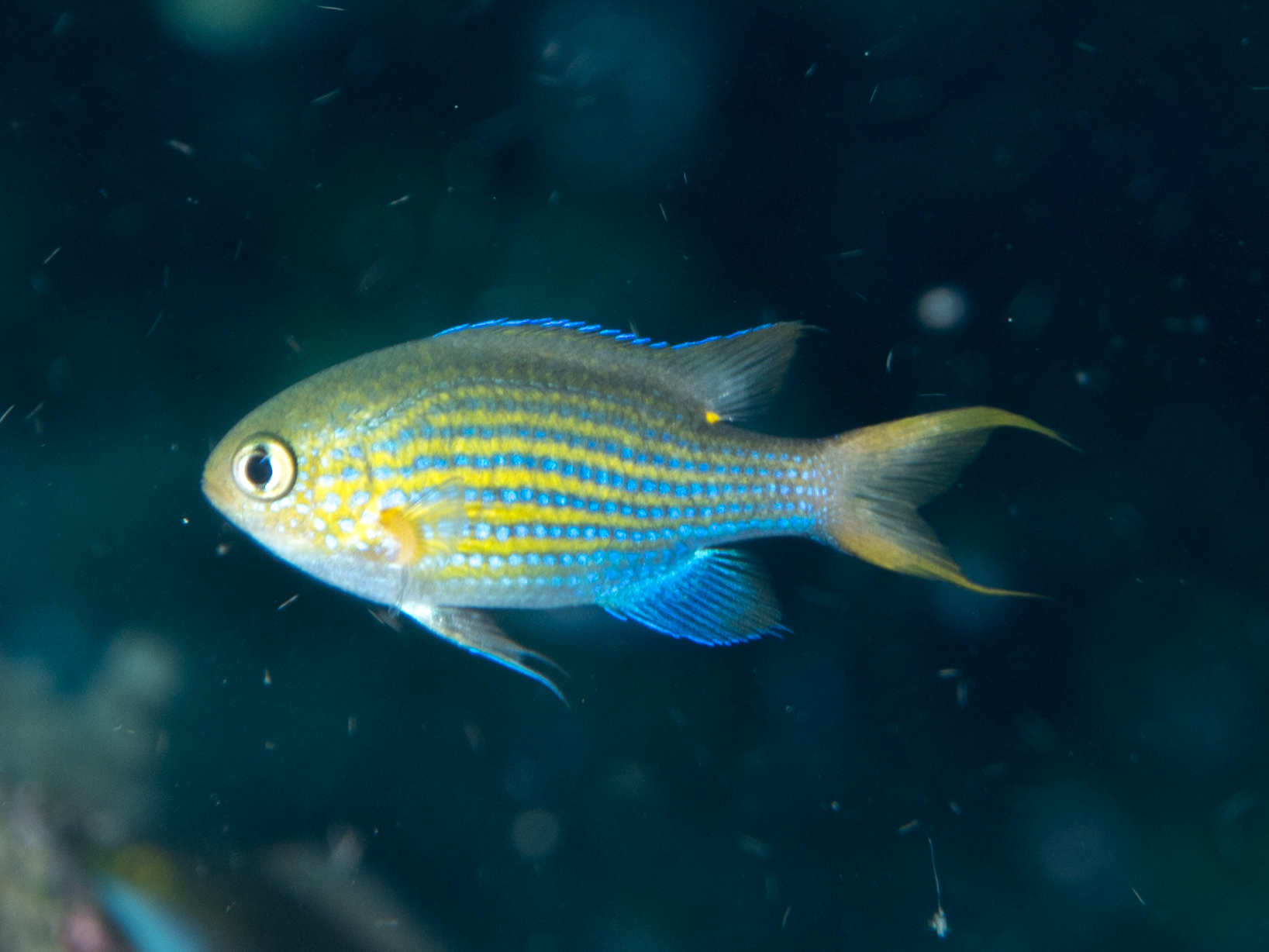
Pycnochromis lineatus, ein Vertreter der kleinwüchsigen Gruppe

Gerald Allen gab für die hochrückige Chromis-Klade folgende Merkmale an: ein relativ hochrückiger Rumpf, zwölf Rückenflossenstacheln und eine tief gegabelte Schwanzflosse mit fahnenartig ausgezogenen und hin und wieder doppelt oder dreifach geteilten Filamenten.
Kevin Tang und Kollegen stellten bei der Revalidierung der Gattung Pycnochromis fest, dass diese aus zwei unterschiedlichen Gruppen besteht, eine, für die Allens Diagnose zutrifft, und eine zweite, die aus vier kleinwüchsigen Arten um P. vanderbilti besteht. Merkmale der vier kleinwüchsigen Arten sind ihre Kleinheit (Standardlänge von 4 bis 4,5 cm), ihr im Vergleich zur anderen Gruppe langgestreckter Rumpf, der kompakte Kopf und die gelbliche Färbung, die bei drei der vier Arten mit bläulichen Zeichnungselementen ergänzt wird.
Das gemeinsame Merkmal von Dascyllus und Pycnochromis ist das Vorhandensein einer bestimmten Sehne (ceratomandibular ligament) im Unterkiefer der Fische. Diese Sehne fehlt den anderen Gattungen der Unterfamilie Pomacentrinae. Außerdem besitzen alle Dascyllus-Arten und die meisten Pycnochromis-Arten zwölf Hartstrahlen in der Rückenflosse. Bei drei Pycnochromis-Arten können es auch dreizehn sein, bei einer in wenigen Fällen nur elf.

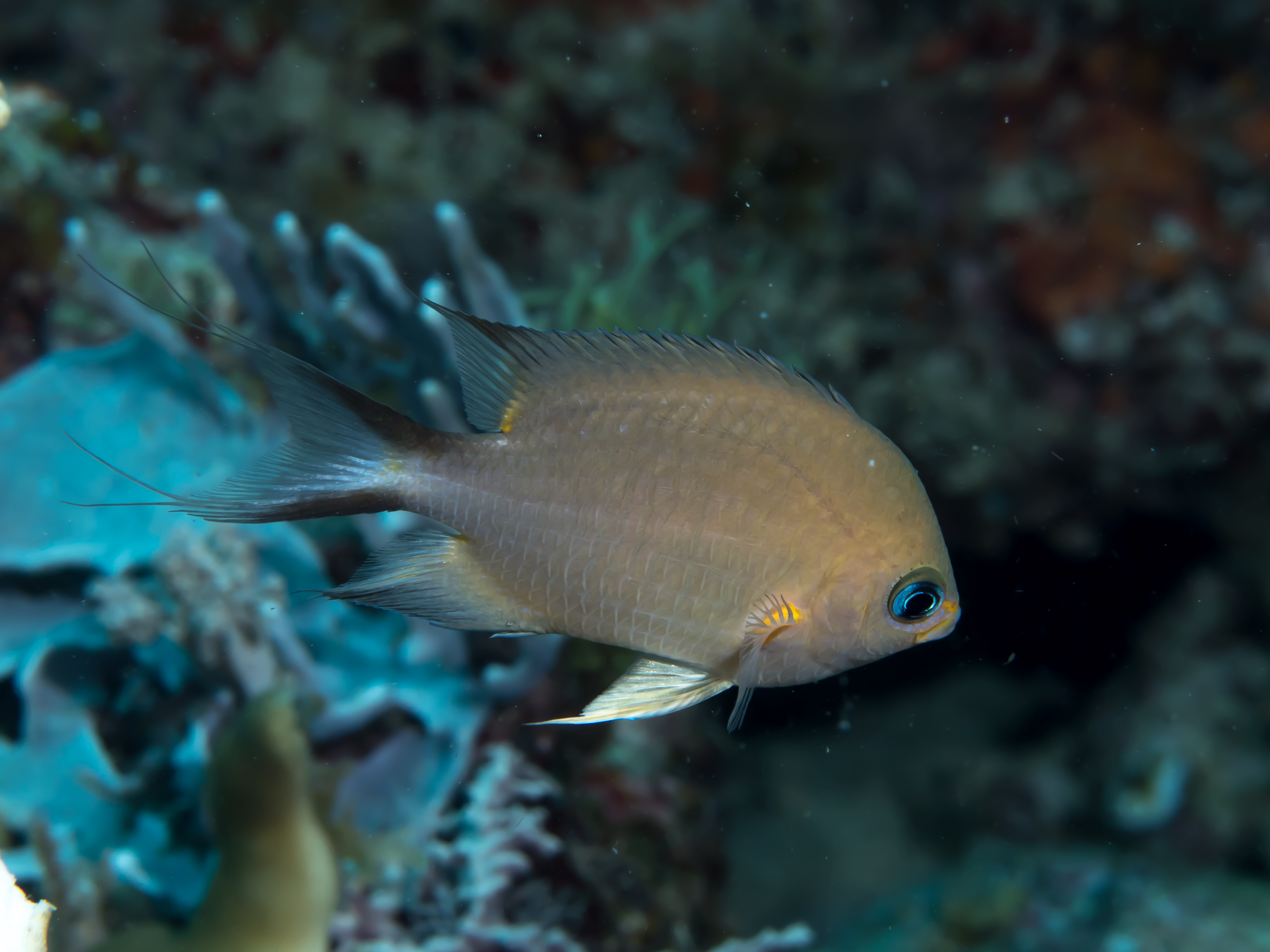
Pycnochromis amboinensis

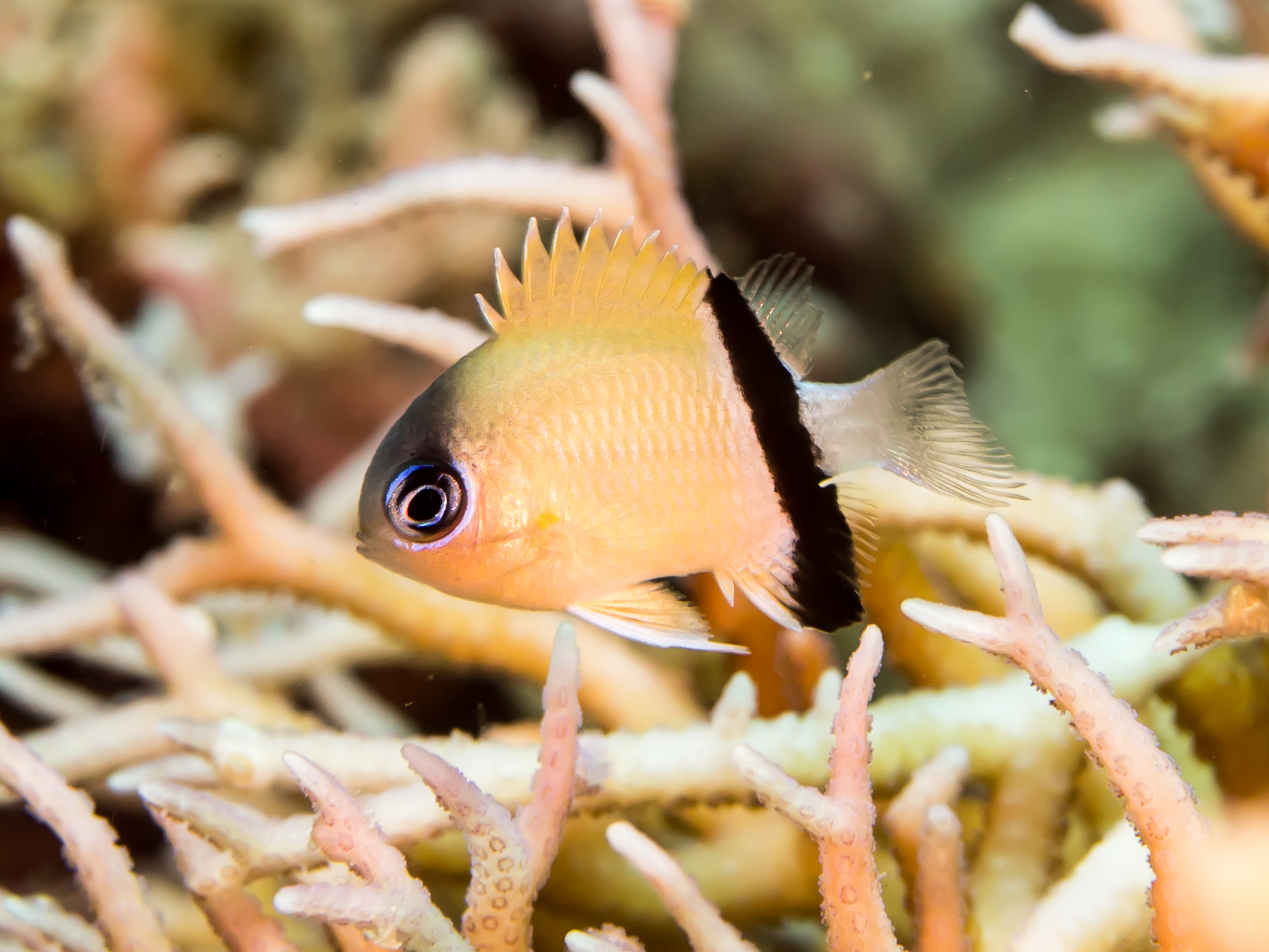
Pycnochromis retrofasciata

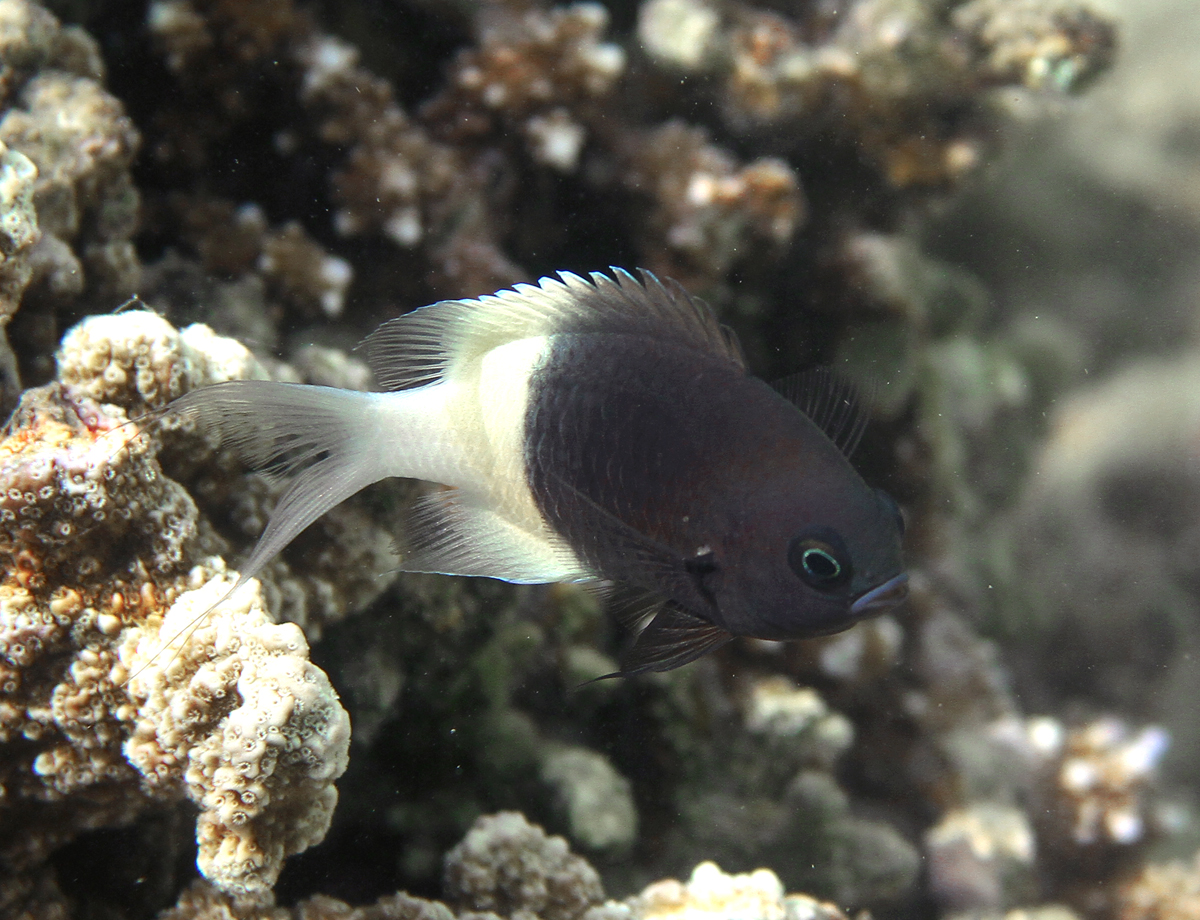
Pycnochromis fieldi

## Arten
Zur Gattung Pycnochromis gehören 24 Arten:
- Pycnochromis abruptus (Randall, 2001)
- Pycnochromis acares (Randall & Swerdloff, 1973)
- Pycnochromis agilis (Smith, 1960)
- Pycnochromis alleni (Randall, Ida & Moyer, 1981)
- Pycnochromis amboinensis (Bleeker, 1873)
- Pycnochromis atripes (Fowler & Bean, 1928)
- Pycnochromis caudalis (Randall, 1988)
- Pycnochromis delta (Randall, 1988)
- Zweifarben-Riffbarsch (Pycnochromis dimidiatus (Klunzinger, 1871))
- Pycnochromis fatuhivae (Randall, 2001)
- Pycnochromis fieldi (Randall & DiBattista, 2013)
- Pycnochromis flavipectoralis (Randall 1988)
- Pycnochromis hanui (Randall & Swerdloff, 1973)
- Pycnochromis howsoni (Allen & Erdmann, 2014)
- Pycnochromis iomelas (Jordan & Seale, 1906)
- Pycnochromis leucurus (Gilbert, 1905)
- Pycnochromis lineatus (Fowler & Bean, 1928)
- Pycnochromis margaritifer (Fowler, 1946)
- Pycnochromis nigrurus (Smith, 1960)
- Pycnochromis ovatiformis (Fowler, 1946)
- Pycnochromis pacifica (Allen & Erdmann, 2020)
- Pycnochromis retrofasciatus (Weber, 1913)
- Blaugelbes Schwalbenschwänzchen (Pycnochromis vanderbilti Fowler, 1941)